# Fossombronia crispa
Fossombronia crispa là một loài Rêu trong họ Fossombroniaceae. Loài này được Nees mô tả khoa học đầu tiên năm 1846.